# Tree of Heaven
Tree of Heaven (en hangul, 천국의 나무; romanización revisada, Cheongukui Namu), también conocida como Tengoku no Ki (en japonés: 天国の樹), es una 
serie de televisión japonesa-surcoreana emitida por SBS, en 2006 y protagonizada por Lee Wan y Park Shin Hye. Formando parte de la trilogía Heaven Series del director Lee Jang Soo, al igual que Beautiful Days y Escalera al cielo, pero además de actores coreanos, contó con actuaciones de japoneses en algunos papeles secundarios.

## Argumento
Hana (Park Shin Hye) es una chica alegre que perdió a su padre a una temprana edad. Cuando su madre regresa a Japón, ella viene acompañada de su nuevo esposo coreano y de su hijo Yoon Suh (Lee Wan). La madre de Yoon Suh murió cuando él cumplió 10 años y mientras que Hana le tiene mucho cariño a su hermanastro, él no quiere saber nada de ella. Cuando sus padres se van de luna de miel, la madre de Hana los deja bajo el cuidado de la hermana de su difunto esposo y tía de ella, quien manejará la posada mientras ellos se van de viaje. 
Ya que se fueron, la tía y su hija Maya (Asami Reina) abusan de la chica y hacen planes para poder vender la posada y así pagar las deudas que tienen además de enviar a Maya a la universidad. A pesar de todo esto, Hana encuentra consuelo en su hermanastro quien ha empezado a abrirse y hablar con ella después de cumplir 20 años. Ambos empiezan a tener sentimientos el uno del otro y Hana descubre que los dos están enamorados por lo que decide alejarse de él aceptando la propuesta de su admirador Ryu (Asahi Uchida) de ir a Tokio para trabajar en su hotel después de graduarse.

## Reparto

### Personajes principales
- Lee Wan como Yoon Suh.
- Park Shin Hye como Hana.

### Personajes secundarios
- Asami Reina como Maya.
- Asahi Uchida como Fujiwara Ryu.
- Jung Dong Hwan como Yoon Soo Ha.
- Kim Chung como Yoko.
- Aika Mire como Michiko.
- Takasugi Ko como Iwa.
- Lee Jung Gil como Jefe.
- Sonim como Mika.
- Kobayashi Kinako.

## Emisión internacional
- Japón: Fuji TV y BS Fuji (2006).
- Tailandia: Channel 7 (2012).